# Hrabstwo New Kent

Piramida wieku hrabstwa

Hrabstwo New Kent – hrabstwo w USA, w stanie Wirginia, według spisu z 2000 roku liczba ludności wynosiła 13462. Siedzibą hrabstwa jest New Kent.

## Geografia
Według spisu hrabstwo zajmuje powierzchnię 578 km², z czego 542 km² stanowią lądy, a 36 km² – wody.

### CDP
- New Kent